# Need for Speed II
Need for Speed II (conhecido no Japão como Over Drivin' 2) é um jogo eletrônico de corrida de 1997 desenvolvido pela EA Canada e publicado pela Electronic Arts. É o segundo jogo da série Need For Speed lançado em 1997 para PC e PlayStation. Marcava a saída do realismo do primeiro NFS para entrada de uma corrida estilo arcade. O PC também recebeu a Need for Speed II Special Edition, com gráficos melhores para placas Voodoo, da 3Dfx.
Alguns carros presentes no jogo são Ferrari F50, Lotus, Jaguar, Ford GT90 entre outros carros superesportivos.

## Jogabilidade
O jogo é de corrida, corridas estas que são realizadas em diversas pistas ambientadas em lugares diferentes do mundo. Cada carro possui características (como aceleração, curva, velocidade, etc.) diferentes e possuem uma visão de cockpit detalhada. O jogo possui um "showcase", informação completa sobre os carros com fotos vídeo, mecânica e até breve história sobre a montadora. O jogador pode escolher o jogo em modo Simulação ou Arcade.

## Pistas
O jogo dispõe de seis pistas padrão (sete na edição especial) e uma pista extra. As pistas são em forma de circuito, e o jogador pode habilitar tráfego de carros civis em todas as pistas exceto a "Proving Grounds". Uma novidade em relação ao jogo anterior é a possibilidade de se dirigir fora da pista, muitas vezes levando à atalhos. Muitos objetos móveis também podem se tornar obstáculos se empurrados para a pista. As pistas são:

## Trilha sonora
A trilha sonora do jogo é basicamente feita de música eletrônica e heavy metal, com elementos de folk metal e symphonic metal.
Cada pista tem duas músicas diferentes (geralmente uma eletrônica e uma heavy metal), ambas contendo instrumentos, rítmos e melodias que combinem com a cultura do lugar onde a pista é ambientada. É também possível ativar o uso da interactive music (música interativa), que implica fazer com que os trechos da música toquem de acordo com o trecho da pista onde o corredor se encontra, além da situação em que o jogador se encontra. A trilha sonora foi compostas por músicos como Rom Di Prisco, Saki Kaskas, Jeff van Dyck e Alistair Hirst.